# Georgius Embring
Georgius Embring, född 1663 i Hycklinge församling, Östergötlands län, död 27 november 1697 i Furingstads församling, Östergötlands län, var en svensk präst.

## Biografi
Georgius Embring föddes 1663 i Hycklinge församling. Han var son till bonden Anders Nilsson och Magdalena Göransdotter på Embricke. Embring blev 1683 student vid Lunds universitet och blev 1688 rektor vid Skänninge trivialskola. Han prästvigdes 7 april 1688 och blev 1696 kyrkoherde i Furingstads församling. Embring avled 1697 i Furingstads församling och begravdes 9 mars 1698.

### Familj
Embring gifte sig 1690 med Christina Elisabeth Warelius (död 1711). Hon var dotter till kyrkoherden Petrus Haquini Warelius och Magdalena Eosander i Åsbo församling. De fick tillsammans barnen fogden Nils Embring (född 1691) på Låstad, lantmätaren Petrus Embring (1693–1742) i Östergötlands län, Elisabeth Embring (född 1695), Magdalena Embring (född 1697).